# Döda män klär inte i rutigt
Döda män klär inte i rutigt (eng: Dead Men Don't Wear Plaid) är en amerikansk komedifilm från 1982 i regi av Carl Reiner, med Steve Martin och Rachel Ward i huvudrollerna. Filmen är både en hyllning och en parodi på film noir och pulp detektivfilmer från 1940-talet. 
I filmen varvas nyinspelat material med klipp från 1940- och 50-tals detektivfilmer. Sålunda medverkar ett stort antal filmstjärnor från den tiden i filmen, däribland: Ingrid Bergman, Humphrey Bogart, James Cagney, Joan Crawford, Bette Davis, Brian Donlevy, Kirk Douglas, Ava Gardner, Cary Grant, Alan Ladd, Veronica Lake, Burt Lancaster, Charles Laughton, Fred MacMurray, Ray Milland, Edmond O'Brien, Vincent Price, Barbara Stanwyck och Lana Turner. 

## Handling
Privatdetektiven Rigby Reardon får besök av den vackra Juliet Forrest vars far tagit livet av sig. Hon misstänker att det är fråga om mord och vill att Reardon utreder det.

## Om filmen
Filmen består delvis av klipp ur filmerna Inringad! (1942), Glasnyckeln (1942), Kvinna utan samvete (1944), Förspillda dagar (1945), Hämnarna (1946), Den vita lögnen (1946), Humoresque (1946), Utpressning (1946), Mörk passage (1947), Glödhett (1949), Johnny Eager (1941), Den heliga lågan (1942), Vilse (1946), Stormen kommer (1949), Illdåd planeras? (1941), Notorious! (1946), Jag kämpar ensam (1947), Ursäkta, fel nummer! (1948) och Nakna nerver (1950).

## Rollista i urval
- Steve Martin - Rigby Reardon, privatdetektiv
- Rachel Ward - Juliet Forrest
- Reni Santoni - Carlos Rodriguez
- Carl Reiner - Field Marshall VonKluck